# جونا سميث
جونا سميث (بالإنجليزية: Jonah Smith)‏ هو عازف بيانو ومغن مؤلف أمريكي، ولد في 1975 في سيراكيوز في الولايات المتحدة.

## وصلات خارجية
- جونا سميث على موقع ميوزك برينز (الإنجليزية)
- جونا سميث على موقع أول ميوزيك (الإنجليزية)
- جونا سميث على موقع ديسكوغز (الإنجليزية)